# Mulota Papou Kabangu
Mulota Papou Kabangu (Tshikapa, 31 dicembre 1985) è un calciatore della Repubblica Democratica del Congo, centrocampista del Saint Éloi.

## Carriera

### Club
Il suo debutto arriva nel 2007 con il Mazembe.
È l'autore del primo dei due goal storici che il 14 dicembre 2010 ad Abu Dhabi eliminano in semifinale i brasiliani dell'Internacional dal Mondiale per Club FIFA 2010.
Dopo una sola stagione in Europa, nell'Anderlecht, ritorna in patria nel Mazembe per poi trasferirsi in Qatar nell'Al-Ahly Doha dove indossa la maglia numero 22.

### Nazionale
Conta varie presenze con la Nazionale della Repubblica Democratica del Congo.

## Palmarès

### Competizioni nazionali
- Campionato di calcio della Repubblica Democratica del Congo: 1

Mazembe: 2009

### Competizioni internazionali
- CAF Champions League: 2

Mazembe: 2009, 2010